# Chiesa di Santa Maria Assunta (Selva di Progno)
La chiesa di Santa Maria Assunta è la parrocchiale di Selva di Progno, in provincia e diocesi di Verona; fa parte del vicariato dell'Est Veronese.

## Storia
La primitiva cappella di Selva sorse nel Basso Medioevo; di sicuro era già esistente nel Quattrocento.
La prima pietra della nuova parrocchiale venne posta nel 1862; l'edificio, che andò a inglobare l'antica chiesetta, destinata poi a cappella feriale, fu portato a compimento l'anno successivo.
Nel 1924 venne costruita la sagrestia, in posizione simmetrica alla cappella feriale; la consacrazione fu impartita nel 1932 dal vescovo Girolamo Cardinale.

## Descrizione

### Esterno
La facciata a capanna della chiesa, rivolta a sudovest, è scandita da quattro lesene corinzie, poggianti su un alto basamento e sorreggenti il fregio liscio e il frontone con cornice dentellata; al centro è collocato il portale d'ingresso, sormontato dal timpano triangolare e da un grande arco a tutto sesto in rilievo, mentre ai lati si aprono due nicchie ospitanti altrettante statue.
Annesso alla parrocchiale è il campanile in pietra a base quadrata, la cui cella presenta una bifora per lato ed è coronata da una guglia piramidale poggiante sul tamburo ottagonale.

### Interno
L'interno dell'edificio si compone di un'unica navata, sulla quale si affacciano le cappelle laterali e le cui pareti sono scandite da lesene sorreggenti la cornice, sopra la quale si imposta la volta a botte lunettata; al termine dell'aula si apre attraverso un arco trionfale il presbiterio, rialzato di tre scalini, coperto da una cupola su pennacchi e chiuso dall'abside semicircolare.
Qui sono conservate diverse opere di pregio, tra le quali i dipinti a tempera raffiguranti l'Assunzione della Madonna al centro della volta, Dio Padre contornato da Angeli sulla cupola, i Quattro Evangelisti sui pennacchi e Gesù Cristo in trono con Santi sul catino absidale.